# Вдовкин, Михаил Николаевич
Михаи́л Никола́евич Вдо́вкин (10 октября 1953, д. Варламята, Кировская область) — советский российский шашист. Специализируется в игре по переписке в русские шашки. Мастер спорта России (2002), гроссмейстер России по шашкам (2003), международный гроссмейстер ФМЖД, гроссмейстер СЛШИ (28.03.1996). Играет по переписке в системе Союза любителей шашечной игры. Серебряный призёр чемпионата мира (2000—2002, личное первенство), бронзовый призёр чемпионата мира (1997—1999), двукратный чемпион профсоюзов СНГ (1995, 1997), чемпион Туркменистана (1993), 4-кратный чемпион России в составе команды Лесного — все по переписке.
Инженер-программист, руководитель группы отдела программирования комбината «Электрохимприбор». С 2022 вышел на пенсию. Окончил механико-математический факультет Пермского государственного университета.
Проживает в г. Лесной.

## Комментарии
1. ↑  Деревня Варламята входила в состав Шкарского сельсовета Нагорского района[1]; ныне — урочище[2].